# NGC 2940
NGC 2940 este o galaxie lenticulară situată în constelația Leul. A fost descoperită în 1877 de către Ernst Wilhelm Tempel.